# 告白 (湊かなえ)
『告白』（こくはく）は、湊かなえによる日本の小説。
第一章「聖職者」が小説推理新人賞を受賞した、作者・湊かなえのデビュー作。2008年度の週刊文春ミステリーベスト10で第1位に、このミステリーがすごい!で第4位にランクイン。2009年には本屋大賞を受賞。2010年8月に発売された双葉文庫版は2010年9月13日付のオリコン“本”ランキング文庫部門で歴代1位となり、2010年11月時点で累積売上は210万部を突破した。累積売上は2013年8月時点で254.4万部を超えている。2022年10月時点で文庫版の部数が300万部を突破している。
監督中島哲也、主演松たか子により映画化され、2010年6月に公開された。

## あらすじ
第一章「聖職者」
初出：『小説推理』 2007年8月号
市立S中学校、1年B組。3学期の終業式の日、担任・森口悠子は生徒たちに、間もなく自分が教師を辞めることを告げる。原因は“あのこと”かと生徒から質問が飛ぶ。数か月前、学校のプールで彼女の一人娘が死んだのだ。森口は、娘は事故死と判断されたが本当はこのクラスの生徒2人に殺されたのだと、犯人である少年「A」と「B」を（匿名ではあるがクラスメイトには分かるように）告発し、警察に言うつもりはないが、彼らには既に恐ろしい復讐を仕掛けたと宣告して去っていく。
この章を書いた時点では、全登場人物の性格などの構想はあったものの、続きを書く予定はなかった。湊は章の執筆中、鼻血が出たと告白した。
第二章「殉教者」
初出：『小説推理』 2007年12月号
1年の時の終業式直後、クラス全員に「B組内での告白を外にもらしたヤツは少年Cとみなす」という謎のメールが送られる。春休み後、2年生に進級したB組の空気はどこか異様だった。「少年A」こと渡辺修哉は相変わらず学校へ来ていたが、「少年B」こと下村直樹は一度も姿を見せていなかった。その後のクラスの様子と、1年B組に何が起きたか一切知らない新任教師の「ウェルテル」こと寺田良輝の愚かな行い、そして「修哉に天罰を! 制裁ポイントを集めろ!」という第二のメールを皮切りに行われたクラスによる修哉への制裁の模様を、クラス委員長の美月が悠子へ綴った手紙の形で語る。
第三章「慈愛者」
初出：『小説推理』 2008年3月号
母親を殺してしまった下村。その下村の姉・聖美が、弟が起こした事件の背景を知ろうと、母親の日記を読み始める。そこには、弟が母親を刺殺するまでの出来事が、息子を溺愛する一方的な母の思いと共に綴られていた。
第四章「求道者」
書き下ろし
母を刺殺した下村は、施設の中で壁に映る幻覚を見ていた。彼が共犯者である渡辺と出会い、故意で愛美を殺し、さらに母親を殺害するまでの苦痛の生活を記憶のフラッシュバックという形で追っていく。あまりにもショックなことが起こり過ぎ、記憶障害になってしまった彼は、そのフラッシュバックを半ば他人の話のように見て、その行いをとても馬鹿にしている。
第五章「信奉者」
書き下ろし
主犯である渡辺が自身のサイト『天才博士研究所』に「母親への遺書」として自分の生い立ち、愛美を殺すに至った過去の経緯や犯行後の一時の平穏と彼の心の安定を壊す一連の出来事、次なる犯行予告などをアップロードした。最後に二ページだけ渡辺の現在の視点となり、突然彼の携帯電話が鳴り響くシーンで終わる。
第六章「伝道者」
書き下ろし
第五章から直接続いて森口悠子から渡辺へ携帯電話の電話口で最後の宣告が行われる。森口は渡辺が設置した爆弾を彼の母親の勤務先に移動させ、爆破が完了した後こう告げた。「これが本当の復讐であり、あなたの更生の第一歩だとは思いませんか？」

## 登場人物

### 森口家
森口 悠子（もりぐち ゆうこ）
物語の主人公にして、第一章『聖職者』、第六章『伝道者』の語り部。S中学校、1年B組の担任。
学生時代には化学の研究者という道もあったが、家が貧しく、安定した職に就きたいという思いから理科教師になった。結婚目前に妊娠が発覚、喜びも束の間、恋人の桜宮正義がHIVに感染していることが発覚する。自身と胎内の娘に感染はなかったが、ショックは大きかった。「子どもは産んで欲しい」「子どもの幸せを最優先に考えたい、HIV感染者である自分の為に差別されることはあってはならない」という彼の頑なな態度が崩れず、未婚の母（シングルマザー）となる。一人娘の愛美を、甘やかしはしないが溺愛していた。
教師としては無理をしないで熱血教師を目指さず、生徒を信頼し過ぎず中学生特有の未熟さや幼稚さを冷静に否定しながら、一方で学業やクラブ活動等で結果を出した生徒に対しては一人一人きちんと評価し、そのことをクラスメイトの前で褒めるなど、生徒の一部からは評判が良かった。
潔癖な性格で、恋人の桜宮を尊敬しているという教え子にも「教師になってからの彼だけ見習って欲しい」と言い、マスメディアに過剰に取り上げられる少年犯罪については「少年少女達による犯罪を大袈裟に騒ぎ立てる報道は、かえって彼らを自己陶酔させるだけ」という持論を持つ（そのため後述の娘が殺害された真相を知った際も警察にそのことを伝えなかった）。
2月13日。娘の愛美が保健室にいないことを知り、教え子達と共に彼女を探すが、プールで溺れて浮かんでいる娘を発見。人工呼吸などの応急手当の甲斐なく、娘は命を落とす。その後事件を独自に調べ上げ、事故とするには不可解な点をいくつか見つけ、この事件が殺人であること、犯人が自らの教え子である渡辺修哉と下村直樹であること、彼らが愛美を殺す相手に選んだ理由が、あまりに理不尽なことだということを知る。
犯人である渡辺と下村への憎悪から復讐の鬼と化し、3学期終業式のホームルームにて「娘を殺害され、教師の仕事を辞めることを決意した」と告白。事件を調べ上げた結果と、クラスの誰もが渡辺と下村とわかる犯人の「少年A」「少年B」のプロフィールを発表。そして、桜宮の血液を渡辺と下村の牛乳の中に混入させたことを宣告する。教え子達に犯人二人への敵意を植えつけた後は宣言した通りS中学校を去り、その後しばらくは桜宮と一緒に二人だけで生活をしていた。
後にこのまま復讐しても気が晴れることはないと自分の気持ちに区切りをつけ、人生を一からやり直そうとしていたが最初の復讐が桜宮の手によって阻止されたことから第二の復讐を決行。桜宮の元教え子である新任教師の寺田を利用し、下村と母親との歪んだ母子関係を揺さぶって下村への復讐は成功した。
渡辺に関しては、エイズになりたがってさえいたことや北原を殺したことをウェブ上に掲載された遺書を見て知り、復讐に失敗したことを知る。彼の悲しい生い立ちを知り、ことの発端と渡辺の弱点は渡辺の母親だということを知ると、今までの中で最も恐ろしい復讐で渡辺を追い詰める。
森口 愛美（もりぐち まなみ）
悠子の娘。
いつも、愛美を預けている学校のプールの裏手に住んでいる竹中が入院してからは昼間は保育所に預け、なるべく早く仕事を終わらせ迎えに行っていたが、職員会議のある水曜日だけは学校の保健室で預かってもらっていた。B組の女子生徒、内藤由香里と松川早紀と仲がいい。
ふわふわとしたものが好きで、若い女性や少女達に人気の『わたうさちゃん』を特に気に入っていた。
学校のプールで遺体として発見され、警察には事故死と判断されるが、その実態は殺人であり、悠子の担任生徒である「少年A」こと渡辺修哉が愛美をわたうさちゃんのポシェットに仕掛けた『びっくり財布』による電気ショックで気絶させ、同じく担任生徒である「少年B」こと下村直樹にプールに投げ落とされるというものだった。
彼女がターゲットに選ばれた理由は、母親である森口悠子に対する逆恨みからであり、「先生が「びっくり財布」を褒めてくれなかった」（渡辺）、「校則違反をした時、先生が自分を迎えにきてくれなかった」（下村）というあまりに自己中心的なものであった。2月13日水曜日没。
桜宮 正義（さくらのみや まさよし）
悠子がS中学校の前に、新任の頃から3年間勤めたM中学校の教師。愛美の父親。「世直しやんちゃ先生」としてメディアで取り上げられ有名になった。
少年時代は両親に恵まれず、特に継母と上手くいかず手のつけられない不良であり、海外を放浪しながら乱れた生活をしていたが、そこで過酷な生活をする人々を見ていくうちに改心。英語教師になった後はかつての自分のように道を外した子供達を更生させようと活動していた。
悠子のフィアンセだったが、HIVに感染したことで子供のためを思い、彼女との結婚を断念。愛美が亡くなる前にエイズを発症し、4月末に死亡（映画版では合併症による癌の発見が遅れたことが死因となっている）。
聖職者であり、悠子も自分には持っていないものを持っている人だと発言した。自分が犯してしまった罪の大きさに気付き、せめてもの罪の償いとして森口が犯罪者になるのを阻止しようとした。結果、それには成功し、悠子に「犯人は二人とも必ず更生することが出来る」と言い残し、悠子の心にも若干の変化を与えた。しかし悠子は、父親であることよりも教育者としての彼の意見に完全には納得することが出来ず、その結果として正義の死後、恐ろしい復讐を二人に実行した。

### S中学校1年B組
後にクラス替えをすることなく2年B組に進級する。
渡辺 修哉（わたなべ しゅうや）
「少年A」として森口に告白される。
成績優秀の優等生で、一学期の中間テストの総合点で1位。アダルトビデオのモザイクを90%消して男子に回すといったことをし、クラスメート達に一目置かれていた。傲慢で自己愛と自己顕示欲が強く、ある程度優秀な人間を除いたすべての人間を見下す歪んだ性格。
第五章『信奉者』の語り部。
当初は森口に対して好印象を持っていたが自分の発明品が評価されず彼女のことも馬鹿にするようになる。
幼い頃から母親に電子工学などを仕込まれた。両親が離婚していて、現在は父親の元で暮らしている。
祖母の家を「研究所」にし、様々な発明品を作って『天才博士研究所』というサイトで発表しており、その発明品のうちの1つ、森口には批判されたがファスナーに触ると電流が走る「びっくり財布」を防犯グッズとして改良したものが全国大会で特別賞を受賞した。しかし、ネット上でルナシーと名乗る13歳の少女が家族全員を毒殺するルナシー事件の影に隠れてしまい落胆。やがて「注目を浴びるには、悪いことをすればいい」「僕なら殺すアイテムも自分で作り出すことができる」という理由で殺人を計画するようになる。そして同級生の証人とした下村直樹と共に森口悠子の娘である愛美を「わたうさちゃんポシェット」に偽装しパワーアップさせた「びっくり財布」で気絶させ、殺害したと思い込んでいた(実際に殺害したのは、感電した愛美をプールに投げ込んだ直樹である。)。
森口の告白後はクラスメイトから遊び半分の悪意、もしくは本気の軽蔑や憎悪を受け、陰惨なイジメを受ける。発明の才能は森口も認めるほどであるものの、他人の役に立つ発明には興味がない。
実は「注目を浴びたい」相手とは、家を出て行った母親であり、幼少期に母親から児童虐待を受けていたが、反して彼自身は「母親の迷惑になるぐらいなら死んでしまいたい」と言うように、母親に異様なほど執着しており、歪んだ考えで母親の行いを正当化していた。父親と再婚相手（義理の母親）とも一時期は仲良く暮らしていたが、弟が生まれたことにより自分の部屋が弟のものになり、商品の倉庫として使われている祖母の家に移されて疎外感を受ける。
森口がHIV患者の血液入りの牛乳を飲ませたと言った後も「病気で死ぬ運命の自分なら、きっと母親も振り向いてくれる」という理由でそのことを喜び、自身が陰性と知ると落胆し、半ば八つ当たりに近い形で自分を虐げたクラスメート達に逆襲した。美月が終業式の日唯一冷静な行動をとったことに好感を持ったが、彼女の内面を知るとその愚かさに閉口した。彼女を馬鹿にするが、反対に彼女に「マザコン」と罵られたことと、「ママはあんたを見捨てている」という発言に激怒し、衝動的に彼女を扼殺してしまう。
自分のホームページに遺言めいた動画をアップしていたのを森口に見られたことで利用された挙句、ついに母親の勤務先に赴くものの、そこで初めて母親が自分など気にも留めていず、己より優秀な男と結婚し子どもまで授かっていることを知り絶望。ショックから美月が持っていた薬を原料に携帯電話の振動をスイッチとし、自ら発明した一定温度では爆発しない安全装置も備えた「遠隔操作式爆弾」を製造する。全校集会で多くの生徒を巻き込み自爆しようとするが、その爆弾が森口の冷酷な罠に利用され、殺人を犯してしまう程愛していた母親を自らの手で殺害してしまい、自らは同級生殺し及び母殺しの大罪を背負い堕ちていった。
下村 直樹（しもむら なおき）
「少年B」として森口に告白された渡辺の共犯者。元テニス部。第四章『求道者』の語り部。
父と母、2人の姉がいる5人家族であり、長姉は既婚者で、次姉は東京で暮らす大学生（映画版では母と単身赴任中の父、東京で暮らす大学生の姉がいる4人家族）。
一見平凡ながら幸せな家庭に育ち、クラスメート達の間でも人懐っこく穏やかな人物と見られていた。裏では叔父のように優秀であることを求める母親に対していつも「期待を裏切っている子供」だと劣等感を持っているため、後ろ向きで卑屈な傾向があり、自分に都合が悪いことに対してのとらえ方が非常に曲がっている。母親は取り柄のない彼を「優しい」と思い込むことで自分の理想を彼に託そうとしていたが、本人はそれに気付いており、それをとても嫌がっていた。
周囲に不満を抱き、ノートに「死ね」と殴り書きしているところを渡辺に見られ、犯行に誘われる。自身は渡辺と友達になりたいと思っていたが、当の渡辺は下村のことを「能無しの癖にプライドだけは高い」と思っており、激しく嫌っていた。
実は、愛美を故意に直接殺害した犯人（実行犯）であった。森口やクラスメイトも故意に殺人を起こしたとは気づかれていない（渡辺は事件後の彼の態度から、故意に殺人を犯したのではと推測していた）。渡辺が電気ショックで気絶させた後「人間の失敗作だよ」と罵られたことから故意に殺害し、渡辺が成功できなかった殺人を成功させ、一時期、優越感に浸っていた。
森口に復讐を告白され、エイズ患者の血液を飲んでしまったことに気付くと「家族に感染しないように」潔癖症の「自分が生きている証を認識するため」不潔症になる。また、クラスメイトに制裁されるのを怖れ、2年から不登校かつ引きこもりになった。その上に母親が自分の体を洗った上、髪を切ったことから「自分は死んだようなものだ」と思い込み、コンビニの食品に自分の血を撒いて無関係の人を巻き込もうとするなど、狂気に取りつかれていった。更に愛美を故意に殺害したことを母親に告白したことが原因で母親に殺害されそうになるが、母親が放った言葉に渡辺への劣等感を刺激されて怒り狂い、逆に母親が持っていた包丁で母親を刺し、階段の下に突き落として殺害してしまう。
母親を殺害した後は警察に確保され、施設に送られる。精神的ショックによって自分が何者かということさえもわからなくなり、過去の記憶を自分のものと思えず、延々フラッシュバックする記憶の中に映る自分を「馬鹿な少年」と思っている。
北原 美月（きたはら みづき）
クラス委員長。
一学期の中間テストの総合点では上位2位を取得した成績優秀の優等生だが、成績が優秀な故にクラスからは少し孤立している。友達はいない。親からも、作品中には直接的には出てこないがぞんざいに扱われている。
バドミントン部。あだ名はミヅホ（「美月(みづき)のアホ」の略）。
第二章『殉教者』の語り部。
下村とは幼馴染で、家も近所。下村が不登校になった後、ウェルテルと共に下村の家へノートなどを届ける役目を担うことになる。かつては下村に好意を抱いていたが、渡辺との接触で心移りした。渡辺を制裁していることに快楽を覚えている一部のクラスメイトから、直接手を出さないことへのいらだちもあり、イジメを受けるようになってしまう。
家族を毒殺したルナシーに憧れ、毒薬などを集めている（実際にルナシー事件が起こった時も同じ薬品を所持していたと語っている）。ルナシーはもう一人の自分だと思っている。
ウェルテルを憎んでおり、下村が母親を殺害したのはウェルテルのせいだと警察に告発した。しかし、増長して渡辺を「マザコン」と罵ったことが運命を決定づける。結局、渡辺の逆鱗に触れて、自らは扼殺（映画版では撲殺）されてしまう。その後、遺体はバラバラに切断されて渡辺の部屋にある冷蔵庫に隠される。
星野 祐介（ほしの ゆうすけ）
副委員長でクラスのリーダー。森口に好意をもっている。
一学期の中間テストの総合点では上位3位を取得した。
野球部のエースで四番、県の新人戦ではベスト4に昇りつめた。
愛美の遺体の第一発見者。愛美がプールに来て犬のムクに給食のパンをあげていたのを知っていて、愛美を死なせてしまったという罪悪感から渡辺に憎悪を抱き、最初に渡辺に向かって牛乳パックを投げつけて、更に自分に好意を寄せている綾香を利用し後押しさせ、渡辺に対する制裁を下した。しかし、渡辺からの制裁に対する逆制裁（キス）を受け、虚しくもそれは長くは続かなかった。
孝弘（たかひろ）
ノリが軽い性格。
森口の事件を面白がり、遊び半分で渡辺をイジメるが、血液を頬に付着させられあっさりと反撃される。
綾香に気があり、渡辺への制裁にも参加した。
渡辺へのイジメをウェルテルが告白している最中、携帯を切り忘れてウェルテルに理不尽なまでに説教される。
土田 綾香（つちだ あやか）
皆からは、アヤ、綾香と呼ばれている。女子グループの中心。サディズム性向旺盛な女子。星野に気がある。美月の古傷である「ミズホ」というあだ名を掘り返した。
星野に気に入られるためにイジメの表の主犯格になるがそれとは関係なしに徐々に制裁を下すことが快感になり美月にまで手を下す。しかし、渡辺からの逆制裁(血まみれの手で携帯を握られる)により制裁は終わってしまう。
松川 早紀（まつかわ さき） & 内藤 由香里（ないとう ゆかり）
美術部員で、愛美と仲良しの二人組。星野と共に愛美の死体を目撃する。
当初は渡辺へのイジメに関わらなかったものの、何者かから「修哉に天罰を! 制裁ポイントを集めろ!」というメールがクラス全員に送られる事件をきっかけに、イジメに参加する。
愛美のことを本当に可愛がっており、森口が行った最初の告白中に「おねえちゃんたちに、まなみちゃんってわたうさちゃんみたいっていわれたよ」という愛美の内緒話を聞いた時は涙した。
佐々木 真樹（ささき まき）
綾香の召使い的存在で、いつも綾香の顔色をうかがって気に入られるように行動している。
森口の告白の後は、綾香に引き連れられるまま渡辺へのイジメに参加する。

### 1年B組に関わる大人達
寺田 良輝（てらだ よしき）
2年B組の担任になった新米熱血数学教師。
M中学校の出身で、担任だった桜宮正義に心酔している。学生時代から桜宮のようになろうと彼が少年時代にしてきた不良行為を真似するなどしていた。
生徒に自身の学生時代からのあだ名「ウェルテル」と呼ばれたがる。
生徒のことを親身になって考えているような行動を取るが、周りが自分の思い通りにならない時には不機嫌になる。B組の生徒全員に何者かから「B組内での告白を外にもらしたヤツは少年Cとみなす」というメール（実は森口が送ったもの）が届いたこともあり、ただ一人クラスで起こる事件の真実を知らなかった。桜宮の葬儀で森口に接触され、愚かな性格を逆手に取られて利用された（森口は彼に指導方法を提案するフリをして下村を貶め、また、クラスの情報を仕入れていた）。
森口とは反対に生徒一人一人の働きに鈍感で、悪い意味で全員を平等に扱おうとし、そのことに対する苛立ちがイジメが発生したもう一つの原因と美月は分析していた。下村の母親には信頼されていたが、無自覚に（と言うよりは森口にいいように踊らされて）彼女と下村を追い詰める行動をしてしまい「バカ教師」と呼ばれ嫌悪されるようになる。下村が母親を殺害した時の警察からの取調べで、同席していた美月に「直くんを追い詰めたのは、良輝先生です」と糾弾される。映画版では原作で見られた自身の思い通りにならない事で不機嫌になると言う描写は無く、あくまで教師として、直樹の問題や渡辺のいじめ等の問題解決に取り組むも、結果的に問題を深刻化させてしまう人物として描かれる。その後、直樹の事件に責任を感じたのか教師を休職した。
直樹の母
三人の子供を持つ専業主婦。第三章『慈愛者』の実質上の語り部。作中では名前は明らかにされていない。
早くに亡くした両親を「完璧な親」と尊敬しており、自らも親としてそのような家庭を築こうとする。清く正しく生きることこそ幸せだと信じて疑わず、息子を異常なまでに溺愛している一方で、優秀な自分の弟（息子にとっては叔父）と彼を比べる、暴力的な作品を見ることを禁止するなど自分の考えを押しつけている。
所謂モンスターペアレントで、中学一年の頃の担任である森口に対してなにかにつけてクレームをいい続けた。挙句、家に訪れて「下村君に娘を殺された」と訴え出る森口を一方的に罵倒し、息子が不登校になったのは森口による告白が原因であると学校に訴え出るだけでなく、事件の発生原因自体を森口の責任であるとして「そもそも職場に不用意に娘なんか連れてくるからこの事件が起きた」と持論を展開する。昔から嫌いだった森口を憎んでいるが、森口の娘・愛美の悲劇に関しては一貫して同情的だった。
直樹が引きこもった後はそれでも息子が立ち直ることを信じて行動してきたが、直樹が森口にHIV入りの牛乳を飲まされたこと、愛美を故意に殺害したことを知ると、「もはや息子は、人の心をなくしてしまった」と感じ、警察に行こうとする直樹と無理心中をしようとするが、この時に交わした会話によって激怒した直樹に包丁を奪われて殺害される。息子の本質と最後まで向きあうことはなく、無理心中の際には「息子が人を殺したのは自分のせい」と気付いた。
八坂（やさか）
K大学の准教授で、修哉の母親。
大学院在学中に修哉の妊娠がきっかけで結婚し、課題を残したまま博士課程を修了させた。
己の無念を晴らすべくして息子に電子工学を学ばせるが、その過程で研究に関係するものを発見し夫に内緒でアメリカの学会に論文を提出。それが高い評価を得て、大学へ戻るよう勧められたが修哉の養育を優先させなければならなかったために申し出を断る羽目になる。このことが引き金になって修哉への憎悪と怒りが爆発し、「あんたさえいなければ」と暴力を振るうようになり、遂には家を出ていき離婚、姓を旧姓であった八坂に戻す。
その後は瀬口教授と結婚し、子供を授かる。後に勤務先に来た修哉がその事実を知り、それが夫である瀬口の耳に伝わったにもかかわらず、声すら聞きたくないほど憎悪する修哉を「栄達を妨げた邪魔者」と吐き捨て、連絡する素振りすら見せなかった（文庫版ではそういった背景の記述はない。映画版では瀬口とできちゃった結婚をし、第五・六章に当たる部分の前日まで新婚旅行で不在だった。また修哉に対してもまだ少なからず愛情は持っている様子だった）。これが修哉を絶望させる決定的な事態となったことから、森口の罠に利用されてしまい、修哉が作成した爆弾の爆発に巻き込まれて死亡したと推測される。
修哉の父
修哉の父親。電気店を経営している自営業者。
妻の児童虐待に気付き、咎めたことに怒った妻と離婚を決意する。修哉は彼のことを嫌いではないものの、あからさまに「馬鹿」と呼ぶなど見下している。
再婚後は長男の修哉よりも次男の誕生に目を向けたり、後妻の言いなりになる等、修哉のことを前妻とは違った方向で邪魔者扱いするようになり、彼の反社会性を増長させることとなる。
渡辺 美由紀（わたなべ みゆき）
修哉の父の後妻で、修哉にとっては継母。
修哉の父親の中学時代の同級生で、前妻との離婚後にすぐ再婚する。一般常識に疎いところがあり、修哉は父親と同様に「馬鹿」扱いしていたが、一方では家事を積極的に手伝うなど好意的に見ていた部分もあった。しかし自らが産んだ息子が誕生すると、夫と相談して「子供の泣き声で受験勉強に支障が出てしまうから」という名目で修哉の部屋を勝手に息子の部屋に改装した上で、修哉を祖母の実家に移すなど、夫共々彼のことを邪魔者扱いするようになる。修哉の異常性に気付いた森口が彼に気を付けるように助言しても、無関係を主張して聞き入れなかった。結局そのことが致命的な失態となり、2月頃になって子供のことが落ち着いたことから、以前と同様に修哉を家族として扱うも時すでに遅く、修哉は本物の殺人犯に堕ちていた。
戸倉（とくら）
S中学校のテニス部顧問。体育教師。
厳しいが生徒のことを一人一人よく観察しており、元テニス部員だった下村に「人の目ばかり気にするな」と注意する場面もあった。
下村が交番に保護されていた際、同性の職員が迎えに行くという規則にしたがって、担任ではない彼が来たことで下村に逆恨みされ、一度は渡辺との殺人計画のターゲットにされかけた。
瀬口 喜和（せぐち よしかず）
K大学の教授。
審査員を務めていた全国大会で修哉の「びっくり財布」を評価する。後に発明品を持ってきた修哉と再会するが、彼の母親である八坂准教授と結婚したことを嬉しそうに話したところ、彼が八坂准教授の息子であることに気付く。
母親が結婚したことと、その彼女が自分を邪魔者と見下していたことにショックを受けた修哉は、瀬口の元を離れていく。そして、瀬口自身はこのことを知った森口の復讐に利用されることになる。
映画版には修哉の回想と八坂とのツーショット写真での登場のみで、本編時系列では直接登場しない。
下村 義彦（しもむら よしひこ）
直樹の父親。家庭内での異変に気づいていながらもそれを見過ごしていた事無かれ主義な男。
森口が下村家に訪れた後、妻から事件のことを賠償金を支払うために聞かされ「警察に報告した方がいい」と言うが激昂した妻から強硬に断られてしまう。同じ家に住んでいたにもかかわらず、息子が不登校になっていたことを知らなかった。
映画版では単身赴任中となっており、家族写真での登場のみで、直接登場しない。
下村 聖美（しもむら きよみ）
第三章『慈愛者』に唯一出てくる人物で直樹の姉の一人。東京の大学に通う大学二年生で、直樹がひきこもりになってしまったころには東京の大学に行っていた。
母親が抱いていた理想の家とは違っていて「下村家は冴えない」と語るものの、母親のためにも弟の犯した罪を正当防衛にしようとする。直樹がいる少年院にも顔を出したが、弟は既に解離性障害とも言える状態と化していた。
映画版には未登場だが、東京の大学に通う大学生の設定は真理子に流用された。
下村 真理子（しもむら まりこ）
直樹の一番上の姉。
既婚者であり妊娠中だったが、弟が起こした母親殺害事件のショックが元で流産しかけたために入院している。
映画版では未登場である聖美の設定（東京で暮らす大学生）を引き継いでいるが、家族写真での登場のみで、直接登場しない。

## 受賞歴
- 2008年度週刊文春ミステリーベスト10 第1位[7]
- 2008年度このミステリーがすごい!　第4位
- 2009年度本屋大賞受賞（デビュー1作品目でのノミネートと受賞は共に発足以来初）[7]
- 2014年ミステリーベスト10 (ウォールストリートジャーナル）2014年8月に英訳版が出版されたため。ベスト10の中で外国作品として唯一ランクインした[8]。
- 2015年アレックス賞[7]

## 書誌情報

### 単行本
- 湊かなえ 『告白』 双葉社、2008年8月10日発行（2008年8月5日発売[9]）、ISBN 978-4-575-23628-6
- Stephen Snyder（翻訳）, Confessions (English Edition), Mulholland Books, 2014/8/14, ISBN 978-1444732450
- 湊かなえ 『告白〈限定特装版〉』 双葉社、2023年3月発行（2023年3月23日発売[10]）、ISBN 978-4-575-24592-9[11]

### 文庫本
- 湊かなえ 『告白』 双葉社（双葉文庫み-21-01）、2010年4月11日発行（2010年4月8日発売[12]）、ISBN 978-4-575-51344-8
  - 巻末には、「「告白」映画化によせて」と題して、中島哲也監督へのインタビューを収録している。

## 映画化
監督中島哲也、主演松たか子。2010年6月5日に配給東宝で公開された。娘を殺された中学校教師が生徒を相手に真相に迫っていくミステリー映画。少年犯罪や家庭内暴力、イジメなど、過激な内容や描写で映倫からR15+指定を受けた。2010年度に日本で公開された日本映画の興行収入成績で第7位になるなど興行的に成功し、第34回日本アカデミー賞では4冠を達成した。また、映画の脚本を元にしたコミック版も発売された。

## コラボレート
2022年、文庫版が300万部を突破したことから、本作と漫画家の芥見下々がコラボレートを実施。「芥見と湊は互いに影響を受け合って」いることからもこの企画が実現された。同年10月20日より芥見のイラストが描きおろされた帯が巻かれた本作が発売される。帯には芥見の推薦コメントと、本作のとあるキャラクターがイメージされたイラストが描かれている。